# Mistrovství Evropy v zápasu ve volném stylu 2022
Mistrovství Evropy v zápasu ve volném stylu za rok 2022 proběhlo v Areně COS Torwar v Budapašti, Maďarsko ve dnech 28. března-3. dubna 2022.

## Výsledky

### Muži
| Kategorie | Zlato                         | Stříbro                  | Bronz                      | Bronz                        |
| --------- | ----------------------------- | ------------------------ | -------------------------- | ---------------------------- |
| −57 kg    | Vladimir Egorov (MKD)         | Aliabbas Rzazade (AZE)   | Manvel Khndzrtsyan (ARM)   | Beka Bujiashvili (GEO)       |
| −61 kg    | Arsen Harutyunyan (ARM)       | Süleyman Atlı (TUR)      | Eduard Grigorev (POL)      | Georgi Vangelov (BUL)        |
| −65 kg    | Iszmail Muszukajev (HUN)      | Haji Aliyev (AZE)        | Münir Recep Aktaş (TUR)    | Islam Dudaev (ALB)           |
| −70 kg    | Zurabi Iakobishvili (GEO)     | Arman Andreasyan (ARM)   | Ramazan Ramazanov (BUL)    | Nicolai Grahmez (MDA)        |
| −74 kg    | Tajmuraz Salkazanov (SVK)     | Frank Chamizo (ITA)      | Turan Bayramov (AZE)       | Giorgi Sulava (GEO)          |
| −79 kg    | Georgios Kougioumtsidis (GRE) | Ashraf Ashirov (AZE)     | Vladimer Gamkrelidze (GEO) | Muhammet Akdeniz (TUR)       |
| −86 kg    | Myles Amine (SMR)             | Abubakr Abakarov (AZE)   | Osman Göçen (TUR)          | Sebastian Jezierzański (POL) |
| −92 kg    | Feyzullah Aktürk (TUR)        | Akhmed Bataev (BUL)      | Osman Nurmagomedov (AZE)   | Miriani Maisuradze (GEO)     |
| −97 kg    | Magomedkhan Magomedov (AZE)   | Vladislav Baitcaev (HUN) | Batyrbek Tsakulov (SVK)    | Zbigniew Baranowski (POL)    |
| −125 kg   | Taha Akgül (TUR)              | Geno Petrijašvili (GEO)  | Robert Baran (POL)         | Dániel Ligeti (HUN)          |

### Ženy
| Kategorie | Zlato                   | Stříbro                    | Bronz                | Bronz                    |
| --------- | ----------------------- | -------------------------- | -------------------- | ------------------------ |
| −50 kg    | Evin Demirhan (TUR)     | Miglena Selishka (BUL)     | Alina Vuc (ROU)      | Anna Łukasiak (POL)      |
| −53 kg    | Jonna Malmgren (SWE)    | Maria Prevolaraki (GRE)    | Iulia Leorda (MDA)   | Katarzyna Krawczyk (POL) |
| −55 kg    | Andreea Ana (ROU)       | Oleksandra Khomenets (UKR) | Bediha Gün (TUR)     | Mariana Drăguțan (MDA)   |
| −57 kg    | Alina Hrushyna (UKR)    | Evelina Nikolova (BUL)     | Tamara Dollák (HUN)  | Sandra Paruszewski (GER) |
| −59 kg    | Anastasia Nichita (MDA) | Jowita Wrzesień (POL)      | Elena Brugger (GER)  |                          |
| −62 kg    | Taybe Yusein (BUL)      | Luisa Niemesch (GER)       | Natalia Kubaty (POL) | Ilona Prokopevniuk (UKR) |
| −65 kg    | Tetiana Rizhko (UKR)    | Elis Manolova (AZE)        | Kriszta Incze (ROU)  |                          |
| −68 kg    | Irina Rîngaci (MDA)     | Pauline Lecarpentier (FRA) | Alla Belinska (UKR)  | Natalia Strzałka (POL)   |
| −72 kg    | Anna Schell (GER)       | Buse Tosun (TUR)           | Kendra Dacher (FRA)  | Yuliana Yaneva (BUL)     |
| −76 kg    | Yasemin Adar (TUR)      | Epp Mäe (EST)              | Enrica Rinaldi (ITA) | Bernadett Nagy (HUN)     |